# DCI Banks
DCI Banks è una serie televisiva poliziesca britannica prodotta da Left Bank Pictures e trasmessa da ITV dal 2010 al 2016; la serie è basata sui romanzi di Peter Robinson incentrati sull'ispettore Alan Banks.
In Italia è trasmessa in prima visione su Premium Crime dal 2014 e successivamente in chiaro sul canale giallo.

## Trama
L'ispettore Alan Banks risolve casi di omicidio aiutato dalla giovane e ambiziosa sergente Annie Cabbot.

## Episodi
| Stagione         | Episodi | Prima TV UK | Prima TV Italia |
| ---------------- | ------- | ----------- | --------------- |
| Prima stagione   | 8       | 2010-2011   | 2014            |
| Seconda stagione | 6       | 2012        | 2015            |
| Terza stagione   | 6       | 2014        | 2016            |
| Quarta stagione  | 6       | 2015        | 2017            |
| Quinta stagione  | 6       | 2016        | 2017            |

## Personaggi e interpreti
- Alan Banks, interpretato da Stephen Tompkinson.
- Ken Blackstone, interpretato da Jack Deam.
- Annie Cabbot, interpretata da Andrea Lowe.
- Helen Morton, interpretata da Caroline Catz.